# Drets del col·lectiu LGBT a Saint Lucia

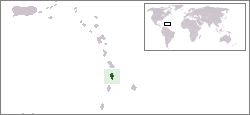

Les persones lesbianes, gais, bisexuals, transgènere i queer (LGBTQ) que viuen a Saint Lucia s'enfronten a alguns reptes legals que no experimenten els membres de la població no LGBTQ. L'activitat sexual entre persones del mateix sexe és legal des del juliol de 2025, d'acord amb el Tribunal Suprem del país.

## Activitat sexual entre persones del mateix sexe
L'activitat sexual entre persones del mateix sexe va ser il·legal per als homes fins al 29 de juliol de 2025, quan el Tribunal Suprem del Carib Oriental va anul·lar les lleis de l'època colonial contra la sodomia i la indecència greu per considerar-les inconstitucionals.

### Lleis
Abans que aquestes lleis fossin derogades el juliol de 2025, el Codi Penal (núm. 9 de 2004; en vigor a partir de l'1 de gener de 2005) prohibia l'activitat homosexual masculina en virtut d'aquestes disposicions:
Indecència greu
- Secció 132.
  - (1) Qualsevol persona que cometi un acte d'indecència greu amb una altra persona comet un delicte i és susceptible de deu anys de presó en cas de condemna per acusació o de cinc anys en cas de condemna sumària.
  - (2) L'apartat (1) no s'aplica a un acte d'indecència greu comès en privat entre un home adult i una dona adulta, ambdós consentint-hi.
  - (3) Als efectes de l'apartat (2) —
    - (a) es considerarà que un acte no s'ha comès en privat si es comet en un lloc públic; i
    - (b) es considerarà que una persona no consent a la comissió d'aquest acte si —
      - (i) el consentiment s'extorsiona per la força, amenaces o por de danys corporals o s'obté mitjançant declaracions falses i fraudulentes sobre la naturalesa de l'acte;
      - (ii) el consentiment s'indueix mitjançant l'aplicació o l'administració de qualsevol droga, matèria o cosa amb la intenció d'intoxicar o estupefactar la persona; o (iii) aquesta persona ho és, i l'altra part en l'acte sap o té bones raons per creure que la persona pateix un trastorn mental.

  - (4) En aquesta secció, "indecència greu" és un acte que no sigui una relació sexual (ja sigui natural o antinatural) per part d'una persona que implica l'ús dels òrgans genitals amb la finalitat de despertar o satisfer el desig sexual.

Sodomia
- Secció 133.
  - (1) Una persona que comet sodomia comet un delicte i, en cas de condemna per acusació, és susceptible de presó per —
    - (a) la vida, si es comet amb força i sense el consentiment de l'altra persona;
    - (b) deu anys, en qualsevol altre cas.

  - (2) Qualsevol persona que intenti cometre sodomia o cometi una agressió amb la intenció de cometre sodomia, comet un delicte i es pot castigar amb una pena de presó de cinc anys.
  - (3) En aquesta secció, "sodomia" significa coit sexual per via anal entre un home i una altra persona home.

Abans de ser derogades, aquestes lleis no s'aplicaven.

### Esforços de despenalització
El novembre de 2017, mentre parlava a la reunió del Centre Caribeny per a la Família i els Drets Humans (CARIFAM), la ministra d'Afers Exteriors, Sarah Flood-Beaubrun, va reiterar la seva posició que el govern "mantindrà la seva decisió d'abstenir-se de despenalitzar la sodomia i la prostitució malgrat la creixent pressió dels països i organitzacions internacionals".
El febrer de 2019, després de l'assassinat a ganivetades d'un guyanès de 27 anys, Michael Pooran, a Saint Lucia, les organitzacions "Eastern Caribbean Alliance for Diversity and Equality" (ECADE) i "United & Strong" van afirmar que la mort de Pooran presumptament es deu a la seva suposada orientació sexual. Han instat el govern de Saint Lucia a "denunciï enèrgicament qualsevol forma de violència i discriminació per motius d'orientació sexual, identitat i expressió de gènere" i a "animar els governs de Saint Lucia i del Carib oriental a reexaminar l'impacte de les lleis de sodomia i indecència greu, que s'interpreten àmpliament com a criminalització de la comunitat LGBTQ".
El març de 2019, es va informar que el senador Hermangild Francis, ministre de Justícia i Seguretat Nacional i excomissari adjunt de policia, donava suport a una revisió de la llei de sodomia de Saint Lucia. Va dir als periodistes: "Si els Saint Lucians volen que es revisi, no tinc cap problema amb això. Però crec que ha arribat el moment en què realment ho hem de mirar. Massa joves estan sent calumniats per la seva orientació sexual. No crec que sigui correcte. Tothom hauria de tenir dret a les seves pròpies creences sexuals, polítiques i religioses. Estic d'acord que hauríem de revisar-ho. L'homosexualitat amb adults que hi consenteixen en la seva privadesa: no veig cap problema, però com he dit, tothom té dret a la seva opinió i hem de respectar tothom en aquest tipus de discussió."
A finals de març de 2019, el cap de l'Església Catòlica de Saint Lucia, l'arquebisbe Robert Rivas, va afirmar que l'església no està en contra dels gais ni de les lesbianes i ha expressat l'esperança que els governs de la regió "facin el que és correcte" pel que fa a la llei contra la sodomia. Va dir: "En alguns llocs, ja s'ha eliminat. Si és una llei angoixant i no és una llei que compleix el seu propòsit com hauria d'haver complert el seu propòsit en el passat, aleshores s'ha de revisar i actualitzar". Va afegir que: "L'església no està en contra dels gais o lesbianes; potser l'església està en contra de l'activitat on hi ha un problema moral, però pel que fa a la persona, l'església sempre estimarà la persona i la cuidarà com ho va fer Jesús". i que "Qui hagi dit que l'església està en contra [dels homosexuals] probablement està mal informat sobre l'església actual, mai ho he dit en la meva predicació a Santa Lucia. Porto onze anys aquí i 29 anys com a bisbe. Mai ho he predicat, i mai he sentit la nostra arxidiòcesi predicar-ho". dient que potser és el moment adequat per revisitar la sodomia de l'illa. Dies més tard, a principis d'abril, el ministre superintendent metodista Seth Ampadu de l'Església Metodista va donar la benvinguda als gais i les lesbianes, però no a les seves activitats. També va dir que si la llei s'ha de revisar, no s'hauria de revisar per animar la gent a fer coses malament.

## Oposició a la declaració de l'ONU
Saint Lucia va ser l'únic membre de l'ONU a les Amèriques que es va oposar formalment a la declaració de l'ONU sobre l'orientació sexual i la identitat de gènere.

## Proteccions contra la discriminació
L'article 131 del Codi Laboral, promulgat el 2006, prohibeix l'"acomiadament improcedent" per motius d'orientació sexual.
La Llei contra la violència domèstica aprovada el 8 de març de 2022 estén totes les seves proteccions a les persones LGBTQ.
La sentència del Tribunal Suprem del Carib Oriental del juliol de 2025 que va anul·lar les lleis de sodomia de Saint Lucia també va concloure que la disposició constitucional que prohibeix la discriminació inclou la discriminació per orientació sexual.

## Condicions de vida
El juny de 2011, l'aleshores ministre d'Educació i Cultura, Arsène James, va declarar la seva opinió que no hi havia res de dolent en tenir debats sobre l'homosexualitat a les escoles.
El 2011, l'aleshores ministre de Turisme i Aviació Civil, Allen Chastanet, va demanar disculpes a tres homes gais nord-americans que van ser atacats violentament i robats dins d'una vil·la de vacances per assaltants que els van anomenar "mariques", dient: "Tant si aquest crim va ser motivat per sentiments antigai com si va ser durant un robatori, és un comportament inacceptable i Saint Lucia com a destinació no el tolerarà... Saint Lucia sempre ha estat una destinació segura, respectuosa amb les pròpies eleccions de religió, creences i perspectives de vida de les persones".
El maig de 2015, a la llum de l'èxit de la formació de sensibilització sobre drets humans del 2014, que pretenia educar la Policia Reial de Saint Lucia sobre contingut general i específic LGBT, United and Strong va organitzar una nova iniciativa de formació. United and Strong va ampliar els seus esforços a altres agents de l'ordre i proveïdors de serveis comunitaris, centrant-se en agents dels ports aeris i marítims, duanes i correccions, així com membres de la societat civil que interactuen amb les forces de l'ordre en nom de la seva comunitat.
El 2017, en una entrevista, Dominic Fedee, aleshores ministre de Turisme, Informació i Radiodifusió, va reiterar que Saint Lucia dóna la benvinguda als visitants de la comunitat LGBT, dient que el país no busca activament atraure viatgers LGBTQ específicament, tot i que tothom hi és benvingut, i que ell va treballar a la indústria hotelera durant 16 anys i van acollir moltes parelles gais, i que és una pràctica habitual.
El 2017, en resposta a un article de Pinknews sobre la situació dels drets LGBT a Saint Lucia, Jassica St Rose, representant de la Secretaria de Dones de l'International Lesbian, Gay, Bisexual, Trans and Intersex Association (ILGA), va dir: "Si bé tenim lleis de sodomització als estatuts, no s'han aplicat recentment. A més, actualment ningú no està empresonat a Saint Lucia per ser gai. Hauria estat instructiu si "Pink News" hagués contactat amb United and Strong o ECADE per obtenir comentaris". Adaryl Williams, de l'associació LGBT local United and Strong, va dir: "Sí, existeixen lleis discriminatòries, però hem tingut creuers gais i parelles i persones gais que visiten aquest lloc de manera segura. Hi ha diversos hotels amb polítiques de suport a les persones LGBT".
A l'agost de 2017, l'associació LGBT "Units i Forts" va acollir amb satisfacció les opinions expressades pels funcionaris de l'Església Catòlica que creuen que les persones homosexuals no haurien de ser discriminades.
El maig de 2017, el Dia Internacional contra l'Homofòbia, la Transfòbia i la Bifòbia (IDAHOT) es va celebrar a l'Alta Comissionat Britànica a Saint Lucia amb membres i personal de l'associació LGBT United i Strong.
El març de 2019, el Tribunal Superior va decidir que els homes gais corren el risc de ser perseguits a Saint Lucia i poden sol·licitar asil al Regne Unit.
El març del 2019 es va suïcidar Gervais Emmanuel, un adolescent de 17 anys presumptament gai, a causa d'un presumpte assetjament i pressió homòfobs. El suïcidi va reavivar la conversa sobre l'homofòbia a Saint Lucia i el mal tracte que rep el públic en general als membres de la comunitat LGBTQ de l'illa. Setmanes més tard va tenir lloc una marxa contra l'assetjament escolar en una campanya contra l'assetjament escolar a Soufrière, on el responsable d'educació del districte 8, Shervon Mangroo, va fer una crida als estudiants de Soufrière perquè denunciïn l'assetjament en qualsevol forma o modalitat.
El maig de 2019, el programa de televisió britànic Blind Date va ser criticat per enviar dos concursants bisexuals a llocs on els actes sexuals entre persones del mateix sexe eren il·legals. Jordan Shannon va ser emparellat amb Jesse Drew. Els productors del programa van dir que no ho sabien, i tot i que Jesse estava preocupat per això, Jordan es va sorprendre al principi però va dir que no seria una preocupació, dient després que tornessin sans i estalvis al Regne Unit que: "Independentment, la gent local va ser molt útil i ens va cuidar mentre estàvem a les nostres cites".

### Desfilades de l'orgull
La primera desfilada de l'orgull gai estava programada del 23 al 26 d'agost de 2019, amb "Persistir amb orgull" com a tema de celebració. Va incloure activitats destinades a educar i sensibilitzar el públic en general, així com a fomentar la dignitat de les persones LGBT a Saint Lucia, i les activitats públiques van incloure un panell sobre LGBT a Saint Lucia i el Dia de la Família i la Fira de la Salut, que va incloure xerrades i projeccions de salut, discursos de felicitació, actuacions i regals. Les Assemblees Pentecostals de les Índies Occidentals (PAWI) van expressar la seva objecció a l'esdeveniment de l'orgull, però l'arquebisbe catòlic romà Robert Rivas de l'arxidiòcesi de Castries a Saint Lucia va dir que la seva església no s'hi oposava.

## Taula resum
| Activitat sexual entre persones del mateix sexe legal                                                        | (Des de 2025)                                              |
| Igualtat d'edat de consentiment                                                                              | (Des de 2025)                                              |
| Lleis antidiscriminació en l'ocupació                                                                        | / (Des del 2006, només cobreix l'orientació sexual.)       |
| Lleis antidiscriminatòries en el subministrament de béns i serveis                                           | No                                                         |
| Lleis antidiscriminació en tots els altres àmbits (inclosa la discriminació indirecta i els discursos d'odi) | / (Proteccions contra la violència domèstica des del 2022) |
| Matrimoni igualitari                                                                                         | No                                                         |
| Reconeixement de parelles del mateix sexe                                                                    | No                                                         |
| Adopció de fill adoptiu per parelles del mateix sexe                                                         | No                                                         |
| Adopció conjunta per parelles del mateix sexe                                                                | No                                                         |
| Adopció per part de persones solteres independentment de la seva orientació sexual                           | (Sense restriccions legals)                                |
| Les persones LGBTQ poden servir obertament a l'exèrcit                                                       | No té militars.                                            |
| Dret a canviar de gènere legal                                                                               | No                                                         |
| Teràpia de conversió prohibida                                                                               | No                                                         |
| Accés a la FIV per a lesbianes                                                                               | No                                                         |
| Gestació subrogada comercial per a parelles homosexuals                                                      | No                                                         |
| Els homes que tenen relacions sexuals amb homes (MSM) poden donar sang                                       | (Sense restriccions)                                       |